# Saugnac-et-Cambran
Saugnac-et-Cambran is een gemeente in het Franse departement Landes (regio Nouvelle-Aquitaine). De plaats maakt deel uit van het arrondissement Dax. Saugnac-et-Cambran telde op 1 januari 2022 1.568 inwoners.

## Geografie
De oppervlakte van Saugnac-et-Cambran bedroeg op 1 januari 2022 13,28 vierkante kilometer; de bevolkingsdichtheid was toen 118,1 inwoners per km².

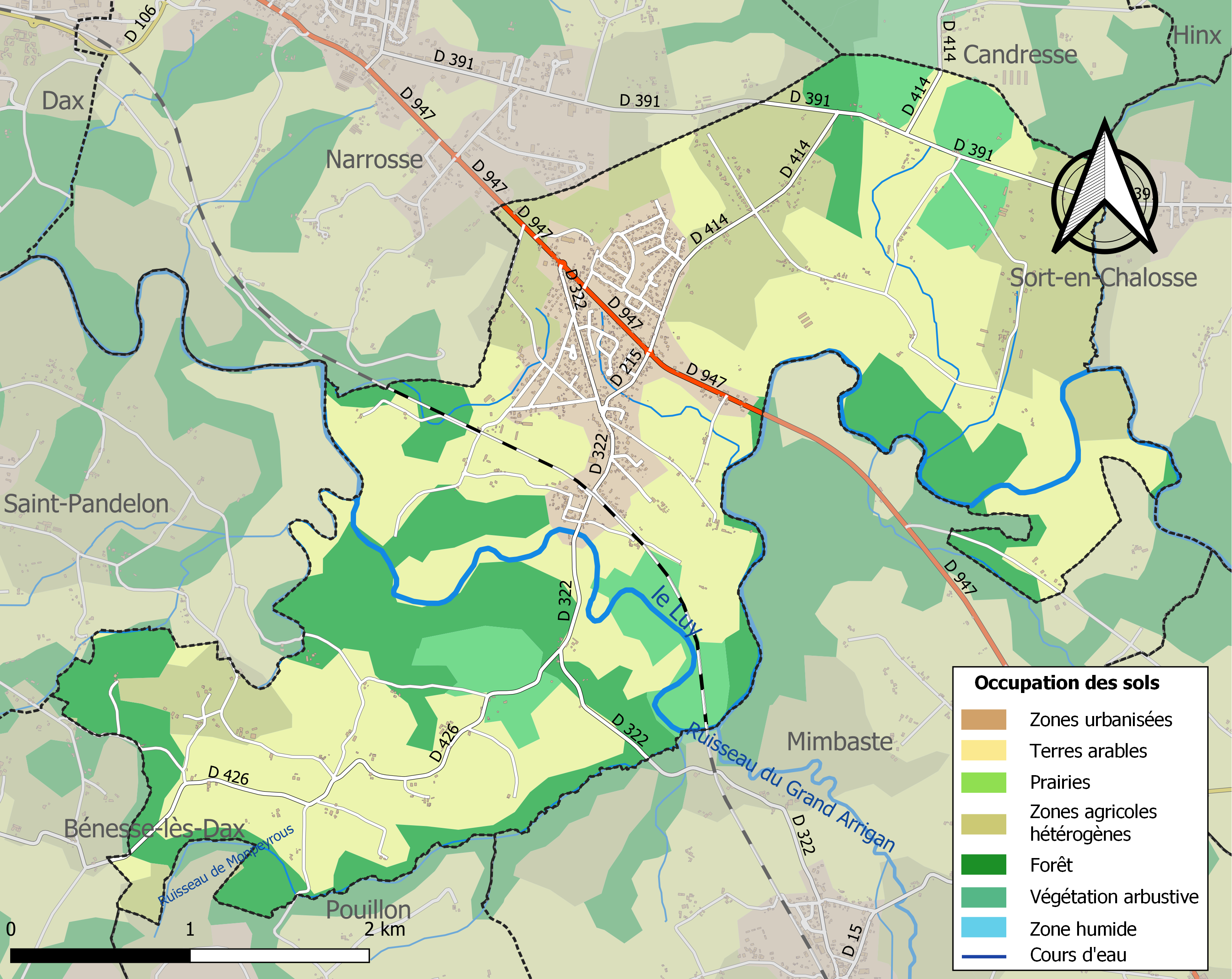
Kaart van de gemeente met de belangrijkste infrastructuur, bodemgebruik en omliggende gemeenten

## Demografie
Onderstaande figuur toont het verloop van het inwonertal (bron: INSEE-tellingen).